# Селигман (Аризона)
Селигман (енгл. Seligman) насељено је место без административног статуса у америчкој савезној држави Аризона.

## Демографија
По попису из 2010. године број становника је 445, што је 11 (-2,4%) становника мање него 2000. године.
| Група             | 2000.       | 2010.       |
| Белци             | 343 (75,2%) | 318 (71,5%) |
| Афроамериканци    | 1 (0,2%)    | 6 (1,3%)    |
| Азијати           | 7 (1,5%)    | 1 (0,2%)    |
| Хиспаноамериканци | 87 (19,1%)  | 89 (20,0%)  |
| Укупно            | 456         | 445         |